# Нерчинсько-Заводський район
Не́рчинсько-Заво́дський район (рос. Нерчинско-Заводский район) — район у складі Забайкальського краю Російської Федерації.
Адміністративний центр — село Нерчинський Завод.

## Географія
Район розташований на сході Забайкальського краю. Має довгий кордон з Китаєм по Аргуні. Займає лівий бік долини річки Аргунь, пагорбово-увалисті рівнини, низькогірні відгалуження Урюмканського й Нерчинського хребтів. Схили гірських масивів розділені численними долинами. Основні території розташовані на висотах 600—800 і 950—1100 м. Є такі родовища: Аркиїнське родовище олова, Благодатське поліметалеве родовище, Дучарський прояв брекчій, Єкатерино-Благодатське поліметалеве родовище, Михайлівське поліметалеве родовище, Яшмова Гора — родовище яшми; розсипи золота: Великий Зерентуй, Брікачанка, Камара-Керен, Кудеїнський, Нижня Борзя, Солкононський (Солконон), Чашино-Ільдіканський тощо.
Клімат різкоконтинентальний. Середня температура у липні +16 — +18 °C (максимальна +39 °C), у січні -28 — -30 °C (абсолютний мінімум −53 °C). Кількість опадів не перевищує 500 мм/рік. Вегетаційний період від 120 до 150 днів. На сході району протікає річка Аргунь з притоками Уров, Нижня Борзя. Розповсюджені гірські дернові, лучно-лісові ґрунти, у долині Аргуні мерзлотні лучно-чорноземні та алювіально-лучні. Основним типом місцевості є гірська тайга. На півдні — лісостеп, у долинах річок — луки. Лісостеп березовий. Лукові степи злаково-пижмові й різнотравні. У долинах річок луки заболочені й осокові. Зустрічаються пижмові степи місцями у сполученні з хащами ільмівника й абрикосу.

## Історія
Район утворено 4 січня 1926 року.

## Населення
Населення — 9177 осіб (2019; 10782 в 2010, 12556 у 2002).

## Адміністративний поділ
Район адміністративно поділяється на 14 сільських поселень:
| Поселення                               | Площа, км² | Населення, осіб (2002) | Населення, осіб (2010) | Населення, осіб (2019) | Центр             | Населені пункти |
| --------------------------------------- | ---------- | ---------------------- | ---------------------- | ---------------------- | ----------------- | --------------- |
| Аргунське сільське поселення            | 3540,23    | 1058                   | 973                    | 866                    | Аргунськ          | 4               |
| Велико-Зерентуйське сільське поселення  | 1249,30    | 1149                   | 910                    | 787                    | Великий Зерентуй  | 3               |
| Булдуруйське сільське поселення         | 375,92     | 862                    | 648                    | 544                    | Булдуруй 1-й      | 3               |
| Георгієвське сільське поселення         | 195,54     | 329                    | 266                    | 206                    | Георгієвка        | 1               |
| Горбуновське сільське поселення         | 174,50     | 314                    | 297                    | 263                    | Горбуновка        | 1               |
| Горно-Зерентуйське сільське поселення   | 77,78      | 1563                   | 1153                   | 805                    | Горний Зерентуй   | 1               |
| Івановське сільське поселення           | 205,42     | 875                    | 769                    | 672                    | Івановка          | 2               |
| Михайловське сільське поселення         | 271,80     | 828                    | 753                    | 619                    | Михайловка        | 2               |
| Нерчинсько-Заводське сільське поселення | 70,06      | 3150                   | 2842                   | 2436                   | Нерчинський Завод | 1               |
| Олочинське сільське поселення           | 178,43     | 378                    | 372                    | 352                    | Олочі             | 1               |
| Уров-Ключівське сільське поселення      | 1997,54    | 386                    | 332                    | 305                    | Уровські Ключі    | 1               |
| Чашино-Ільдіканське сільське поселення  | 259,50     | 365                    | 315                    | 298                    | Чашино-Ільдікан   | 1               |
| Широківське сільське поселення          | 195,60     | 512                    | 454                    | 458                    | Широка            | 2               |
| Явленське сільське поселення            | 197,33     | 787                    | 698                    | 566                    | Явленка           | 1               |

- 2015 року Ішагинське сільське поселення було ліквідоване, його територія увійшла до складу Аргунського сільського поселення[4].

## Найбільші населені пункти
| №  | Населений пункт   | Населення, осіб (2002) | Населення, осіб (2010) |
| -- | ----------------- | ---------------------- | ---------------------- |
| 1  | Нерчинський Завод | 3149                   | 2842                   |
| 2  | Горний Зерентуй   | 1563                   | 1153                   |
| 3  | Великий Зерентуй  | 995                    | 774                    |
| 4  | Михайловка        | 771                    | 717                    |
| 5  | Явленка           | 787                    | 698                    |
| 6  | Аргунськ          | 522                    | 496                    |
| 7  | Івановка          | 510                    | 483                    |
| 8  | Широка            | 450                    | 415                    |
| 9  | Олочі             | 378                    | 372                    |
| 10 | Уровські Ключі    | 386                    | 332                    |

## Господарство

### Промисловість
Економічний розвиток району пов'язаний із гірничо-видобувною промисловістю, здійснювалась південна розробка поліметалевих руд на Благодатському родовищі Нерчинського поліметалевого комбінату. У 1990-их родовище закрито, на початку XXI століття проводяться підготовчі роботи з його відкриття. Здійснюється заготовка лісу, переробка сільгоспсировини, випічка хліба й хлібобулочних виробів. Діють Аргунський лісгосп і Аргунський сільський лісгосп.

### Сільське господарство
Сільське господарство спеціалізується на вівчарстві, м'ясомолочному скотарстві й виробництві зерна. До початку XXI століття вівчарство практично не розвинене, вирощуються зернові, у приватних підсобних господарствах розводиться худоба.

### Освіта й культура
На 2000 рік у районі налічувалось 22 денних загальноосвітніх заклади, 20 бібліотек, 25 клубів, 6 лікарень, сільська лікарська амбулаторія і 14 фельдшерсько-акушерських пунктів. Видається щотижнева районна газета «Радянське Приаргуння».